# Związek gmin Donaueschingen
Związek gmin Donaueschingen – związek gmin (niem. Gemeindeverwaltungsverband) w Niemczech, w kraju związkowym Badenia-Wirtembergia, w rejencji Fryburg, w regionie Schwarzwald-Baar-Heuberg, w powiecie Schwarzwald-Baar. Siedziba związku znajduje się w mieście Donaueschingen.
Związek zrzesza trzy miasta:
- Bräunlingen, 5 969 mieszkańców, 62,10 km²
- Donaueschingen, 21 128 mieszkańców, 104,63 km²
- Hüfingen, 7 722 mieszkańców, 58,53 km²